# Анакреонт
Анакреонт (Грчки: Ἀνακρέων ὁ Τήϊος; око 575 — око 495 пре нове ере) био је грчки лирски песник, познат по својим песмама уз пиће и еротским песмама.
Касније су га Грци уврстили на канонску листу девет лирских песника.
Анакреонт је писао сву своју поезију на древном јонском дијалекту. Као и сва рана старогрчка лирска поезија, компонована је да се пева или рецитује уз музичку пратњу, обично лиру. Анакреонова поезија се дотицала универзалних тема: љубави, заљубљености, разочарања, весеља, забава, светковина и запажања о људима и животу.